# گمینا چمپینگ
گمینا چمپینگ (به لهستانی:  Gmina Czempiń) یک گمینا در لهستان است که در شهرستان کوشچیان واقع شده‌است. گمینا چمپینگ ۱۴۲٫۴۶ کیلومتر مربع مساحت و ۱۱٬۲۵۹ نفر جمعیت دارد.